# 影のピラミッド
影のピラミッド(Pyramid of Shadows)はダンジョンズ&ドラゴンズ第4版ルールセットのアドベンチャー・シナリオ3部作の最終作である。アドベンチャーの著者はen:Mike MearlsとJames Wyattで、2008年にウィザーズ・オブ・ザ・コーストから出版され、シャドウフェル城の影と雷鳴山の迷宮アドベンチャーの続編である。アドベンチャーは「H」マークがついた英雄級の7-10レベルキャラクターに向けてデザインされた。このモジュールはネンティア谷と呼ばれる地域の設定で、詳細は第4版のダンジョンマスターズ・ガイドにある。

## 概要
影のピラミッドは、プレイヤーが多階層で並外れた寸法のピラミッドを見つけるところから始まる。ピラミッドは神が、狂気のパワーを持つティーフリングのウィザードであるカラヴァコスの牢獄として建てたものであった。カラヴァコスのパワー - そして人となり - は牢獄の中で維持される為に、複数の部分に破断されて縛られている。プロットは彼が自由を得るため、カラヴァコスはプレイヤーを追い詰めて殺すためにピラミッド内の自身のいくつかの破片を用い、カラヴァコスは自分の持つ力を取り戻して牢獄を破壊して自由を得るかもしれない。
しかし、一度はカラヴァコスの恋人だった、エラドリンのヴィレリスの不滅の頭部の援助により、プレイヤーはカラヴァコスの聖域の突破とウィザードを打ち負かす機会を得て、ピラミッドは消失してプレイヤーは解放される。

## フォーマット
影のピラミッドは基本的にひとつの広大で複雑なメガダンジョンであり、モンスターと罠と宝物で満たされている。プレイヤーキャラクターが離れたり、拠点に戻ったり、別の冒険に移ることができないピラミッドの性質の為、カラヴァコスを打ち負かしてピラミッドが破壊されるまではプレイヤーはモジュールに固定されるだろう。冒険は2つのブックレットを通して提示されている。ひとつめのブックレットはモジュール全体の概要と、このモジュールではじめて登場する第4版のモンスターの紹介を提供する。ふたつめのブックレットはモジュールの戦術的遭遇のディテール（それぞれの遭遇は2ページにわたって示されている）と関連するすべてのマップを提供する。

## 内容
- 32ページのアドベンチャー・ブックレット(book 1)
- 64ページのアドベンチャー・ブックレット(book 2)
- フルカラーポスターマップ
- 紙製ポートフォリオ

（日本語版は1冊の書籍にポスターマップが付属している）

## 出版履歴
アドベンチャーはen:Mike Mearlsとジェームズ・ワイアットによってデザインされ、2008年8月に出版された。カバーアートはWilliam O'Connor、本文アートはen:Ben Wootten、en:Attila Adorjany、en:Brian Haganそしてen:Lucio Parilloである。2009年6月には日本語版が発売された。

## 書籍目録
- en:Mike Mearls, and ジェームズ・ワイアット. Pyramid of Shadows (ウィザーズ・オブ・ザ・コースト, 2008).
- 「ダンジョンズ&ドラゴンズ 英雄級アドベンチャーシナリオ 影のピラミッド」(ホビージャパン, 2009年) ISBN 978-4-89425-893-8